# 貝茨城 (密蘇里州)
貝茨城（英語：Bates City）是位於美國密蘇里州拉法葉縣的城市。

## 人口
根據2020年美國人口普查的數據，貝茨城的面積為2.92平方千米，當中陸地面積為2.81平方千米，而水域面積為0.11平方千米。當地共有人口219人，而人口密度為每平方千米75人。